# Sonata para piano n.º 6 (Mozart)

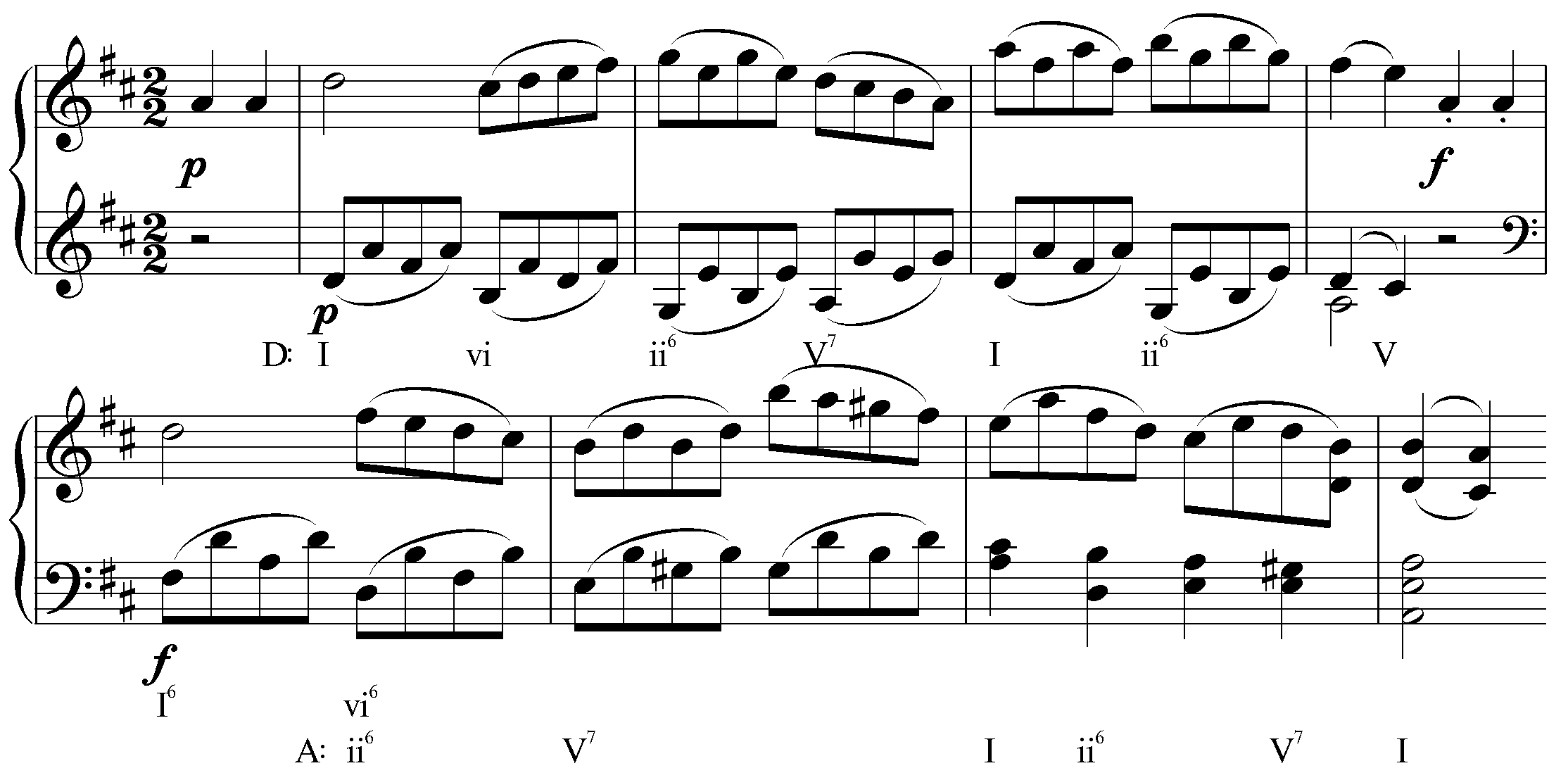
Modulación de acordes común en Mozart, Sonata en re mayor, K. 284, III, m. 1-8.

La Sonata para piano n.º 6 en re mayor, K. 284/205b, también denominada Dürnitz-Sonate, de Wolfgang Amadeus Mozart consta de tres movimientos:
1. Allegro
2. Andante (Rondeau en polonaise)
3. Andante (Tema con variazioni)

Esta sonata, compuesta en 1775 (que es la primera que lleva la explícita indicación "para piano") fue escrita en Múnich por invitación del Barón Dürnitz y puede considerarse como la primera "realmente" mozartiana. Es un trabajo de relevante importancia dentro del catálogo de obras del autor porque señala no solamente la transición definitiva hacia el "estilo galante" (que conoció en Múnich a través de la escuela francesa) sino que también se desarrolla en su esplendor la personalidad de Mozart, potente y vigorosa desde su toque inicial. 
El primer tiempo aún conserva algún parecido formal con las sonatas anteriores pero los otros dos se alejan de manera contundente.
El andante, titulado rondeau en polonaise se inspiró en las costumbres de músicos franceses de la época. La polonaise era, en la Francia de aquel tiempo, un género "nacional" con el cual los compositores intentaban rendir homenaje a la reina María Leszczynska.  Este rondó (aún conservando las cualidades melódicas de Mozart) se distingue por la abundante ornamentación que esconde la emoción de la pieza.
El final es un gran tema variado en el que Mozart se inspira en modelos de composiciones análogas de Johann Gottfried Eckard y Leontzi Honauer pero eleva en su propia obra el nivel de variaciones ejecutadas en la pieza, desconocida en la época.